# Йекк, Эрнст
Эрнст Фридрих Вильгельм Йекк (нем. Ernst Friedrich Wilhelm Jäckh; 22 февраля 1875, Бад-Урах — 17 августа 1959, Нью-Йорк) — немецкий публицист, журналист, общественный деятель. Прославился благодаря поддержке младотурецкой революции в германских СМИ.

## Биография

### Ранние годы
Сын предпринимателя. По происхождению шваб. В 1893—1899 гг. изучал историю языков и литературы, а также философию в Высшей технической школе Штутгарта. После обучения в университетах Женевы, Бреслау и Мюнхена в 1899 г. защитил диссертацию в Гейдельберге. После защиты диссертации работал журналистом в различных провинциальных изданиях Швабии, затем редактором газеты в Хайльбронне. Стоял на позициях либеральной демократии.

### Политический публицист и эксперт
По инициативе Альфреда Кидерлен-Вехтера в 1909 г. предпринял путешествие в Турцию, по возвращении опубликовал книгу «Восходящий полумесяц», в которой озвучивал идею экономической и культурной экспансии Германии на Восток. Впоследствии, в 1912 г., совершил похожую поездку по Болгарии. Занявшись общественной деятельностью, основал в Хайльбронне Гёте-союз, также был управляющим делами Немецкого производственного союза.
На стороне турецких войск участвовал в боях в Албании в 1910 г., а также в событиях итало-турецкой войны 1911—1912 гг.
В 1912 году перебрался в Берлин, где основал Германо-турецкую ассоциацию. С 1914 г. издавал газеты Das Größere Deutschland и Deutsche Politik. Считался весьма заметным публичным интеллектуалом в годы Первой мировой войны. В январе 1915 г. предложил германскому правительству проект «революционизации» ряда областей, смежных с Ближним Востоком, в частности, Кавказа. Преподавал в ориентальном семинаре Берлинского университета и в Берлинской высшей торговой школе.
Был членом-председателем «Национального объединения за либеральную Германию», членом «Народного союза за свободу и отчизну».

### Веймарская республика. Эмиграция
В октябре 1920 г. при участии ряда интеллектуалов, в том числе Теодора Хойса, основал Германскую высшую школу политической науки.
После прихода к власти национал-социалистов в 1933 году эмигрировал в Лондон, где до 1940 г. работал в Новом институте Содружества (New Commonwealth Institute). Затем, получив приглашение в Колумбийский университет, переехал в США. Профессор государства и права, специалист по германской политике на Ближнем Востоке, консультант School of International Affairs.
В 1948 году участвовал в создании при университете Института Ближнего Востока, в 1949 г. основал Американо-Турецкое общество.

## Сочинения
- Der aufsteigende Halbmond: Auf dem Weg zum deutsch-türkischen Bündnis. (неоднократно переиздавалась. Английская версия — The rising crescent. New York: Farrar & Rinehart, 1944; турецкая версия — Yükselen hilâl. İstanbul: Uğur Kitabevi, 1946).
- Deutschland im Orient nach dem Balkankrieg. München: Morike, 1913.
- Deutsch-türkische Waffenbruderschaft // Der deutsche Krieg. H. 25. Stuttgart-Berlin, 1914.
- Die Türkei und Deutschland. Berlin: Siegismund, 1916.
- Kiderlen-Wächter, der Staatsmann und Mensch. Briefwechsel und Nachlaß, 2 Bde. Stuttgart-Berlin-Leipzig, 1924.
- Deutschland. Das Herz Europas. Nationale Grundlagen internationaler Politik. Stuttgart: Deutsche Verlags-Anstalt, 1928.
- Amerika und wir. Stuttgart: Deutsche Verlags-Anstalt, 1929.
- Die Politik Deutschlands im Völkerbund. Genève: Kundig, 1932.
- The war for man’s soul. New York: Farrar & Rinehart, 1943.
- Geschichte der Deutschen Hochschule für Politik. Berlin: Weiss, 1952.
- Der goldene Pflug. Stuttgart: Deutsche Verlags-Anstalt, 1954.

Под редакцией Йекка также вышли множество публицистических брошюр и книг: серии «Германская война» (№ 1-63, Берлин-Штутгарт, 1914—1915), «Мировая культура и мировая политика» и «Германская Восточная библиотека» (Веймар, 1915—1916). Так, в последней вышли:
- Mahmud Mukhtar Pascha, Die Welt des Islam.
- Alp Tekin, Türkismus und Pantürkismus.
- Sachau E., Vom asiatischen Reich der Türkei.
- Jastrow I., Die Weltstellung Konstantinopels in ihrer historischen Entwicklung.
- Kaufmann M., Pera und Stambul.
- Bratter C.A., Die preussisch-türkische Bündnispolitik Friedrichs des Grossen.
- Halide Edib, Das neue Turan. Ein türkisches Frauenschicksal.
- Giese F., Die Toleranz des Islam.
- Paquet A., Die jüdischen Kolonien in Palästina.
- Moritz B., Wie Ägypten englisch wurde.
- Hell J., Der Islam und die abendländische Kultur.
- Philippson A., Das türkische Reich; eine geographische Übersicht.
- Prigge E.R., Der Kampf um die Dardanellen.
- Jaeger Th., Persien und die persische Frage.
- Der Kaukasus im Weltkrieg.
- Roloff G., Die Orientpolitik Napoleons I.
- Schaefer C.A., Die Entwicklung der Bagdadbahnpolitik.
- Ahmed Feridun, Tagebuch der ägyptischen Expedition des Sultans Selim I.